# Hiệp hội Kỳ học Bắc Mỹ
Hiệp hội Kỳ học Bắc Mỹ (NAVA) (tiếng Anh: North American Vexillological Association) là một tổ chức hội viên tập trung vào bộ môn kỳ học, ngành nghiên cứu khoa học về những lá cờ. Thành lập vào năm 1967 bởi nhà kỳ học người Mỹ Whitney Smith (1940–2016), cùng nhiêu người khác. THội có hơn 600 thành viên gồm các học giả, nhà thiết kế, nhà sưu tầm, giáo viên, thương gia, sử gia, chủ các xưởng in và cả những người có đam mê đơn thuần.
NAVA là nhà ấn bản quyển Raven: A Journal of Vexillology  (tạm dịch: Raven: Một tạp chí Kỳ học), một tạp chí bình duyệt xuất bản hằng năm, một tạp chí hàng quý (gồm Nghiên cứu Cờ hàng quý và Tin tức NAVA).  Chúng bao gồm các chủ đề về kỳ học và thảo luận liên ngành cũng như các cộng việc nội bộ của Hiệp hội và các tin tức về kỳ học khác.
Sổ tay hướng dẫn thiết kế cờ của hiệp hội, mang tên "Good" Flag, "Bad" Flag (tạm dịch: Cờ "Đẹp", Cờ "Xấu"), trình bày rõ các nguyên tắc cơ bản của nghệ thuật thiết kế cờ và đã ảnh hưởng đến văn hóa thiết kế cờ trên khắp châu Mỹ và hơn thế nữa.  Nó đã được dịch sang tiếng Tây Ban Nha, tiếng Pháp, tiếng Đức, tiếng Ý, tiếng Bồ Đào Nha, tiếng Slovenia, và tiếng Nga, và có thể dễ dàng tìm thấy qua internet.
NAVA vinh danh các thành tựu trong lĩnh vực kỳ học bằng các huy chương và giải thưởng:
- Giải thưởng Thuyền trưởng William Driver: được trao cho ác cá nhân trình bày bài nghiên cứu ấn tượng nhất tại mỗi hội nghị của hiệp hội
- Giải thưởng Vexillonnaire: công nhận một học giả kỳ học đã có những đóng góp cá nhân có ảnh hưởng lớn và thành công trên lĩnh vực sáng tạo, thay đổi, hay cải thiện và cải biên thiết kế cờ, mụch đích sử dụng có ích
- Giải thưởng Kevin Harrington: được trao cho cá nhân là tác giả của một bài báo hay nhất xuất hiện trong một ấn phẩm phi kỳ học trong năm trước đó
- Giải thưởng John Purcell: được trao cho một cá nhân có đóng góp nhằm thúc đẩy sự hiểu biết của công chúng về kỳ học ở Bắc Mỹ
- Giải thưởng Doreen Braverman: được trao cho một thành viên đã hỗ trợ sứ mệnh của hiệp hội bằng cách đóng góp đáng kể cho cộng đồng kỳ học
- Whitney Smith Fellow: vinh danh một cá nhân đã có đóng góp phi thường cho Kỳ học tại Bắc Mỹ, có thể được trao bởi chính Ban quản trị NAVA. Một người được vinh danh có quyền sử dụng các hậu danh "WSF"
- Thành viên danh dự: vinh danh một cá nhân đã cống hiến xuất sắc cho hiệp hội hoặc bộ môn kỳ học[2]

NAVA là tổ chức kỳ học lớn nhất thế giới và là thành viên điều hành chính của Liên minh Hiệp hội Kỳ học Quốc tế.

## Cờ Hiệp hội
Cờ của hiệp hội có hình một chữ "V" màu trắng lớn (biểu tượng chevron ngược) chia lá cờ thành 3 phần, hình tam giác xanh dương ở bên trên và 2 hình tam giác đỏ ở 2 bên góc dưới.  chiều dài đáy hình tam giác trên bằng với chiểu rộng cả lá cờ ("chiều rộng"ở đây là cạnh song song với cột cờ khi treo). Tỷ lệ chiều rộng - chiều dài của lá cờ là 2:3.
Chữ "V" là biểu tượng cho chữ "vexillology" (Kỳ học).  Màu sắc của lá cờ dựa trên màu của 2 đất nước thuộc hiệp hội, Canada và Hoa Kỳ.

## Các hội nghị thường xuyên
Kể từ năm 1967, hiệp hội đã tổ chức các hội nghị thường xuyên trên khắp Hoa Kỳ và Canada cho mọi cá nhân có đam mê với bộ môn Kỳ học có thể tranh luận và giới thiệu thành quả nghiên cứu của mình, chia sẽ niềm đam mê với những lá cờ, và vinh danh các thành tưu Kỳ học.
Kể từ năm 1977, mọi hội nghĩ đều có một lá cờ riêng.
| Số | Năm  | Địa điểm                     | Cờ hiệu | Ghi chú                                                                                    | Ref   |
| -- | ---- | ---------------------------- | ------- | ------------------------------------------------------------------------------------------ | ----- |
| O  | 1967 | Boston, Massachusetts        |         | Cuộc họp "O" là một hội nghị không chính thức, có mục đích lên kế hoạch cho Hội nghị lần 1 | [ 3 ] |
| 1  | 1967 | Purchase, New York           |         |                                                                                            | [ 3 ] |
| 2  | 1968 | Chillum, Maryland            |         |                                                                                            | [ 3 ] |
| 3  | 1969 | Boston, Massachusetts        |         | First conference to have a dedicated flag                                                  | [ 3 ] |
| 4  | 1970 | Pittsburgh, Pennsylvania     |         |                                                                                            | [ 3 ] |
| 5  | 1971 | Ottawa, Ontario              |         |                                                                                            | [ 3 ] |
| 6  | 1972 | Chicago, Illinois            |         |                                                                                            | [ 3 ] |
| 7  | 1973 | Valley Forge, Pennsylvania   |         |                                                                                            | [ 3 ] |
| 8  | 1974 | Baltimore, Maryland          |         |                                                                                            | [ 3 ] |
| 9  | 1975 | Cleveland, Ohio              |         |                                                                                            | [ 3 ] |
| 10 | 1976 | Toronto, Ontario             |         |                                                                                            | [ 3 ] |
| 11 | 1977 | Washington, D.C.             |         | Quyết định rằng mỗi kỳ hội nghị kể từ thời gian này đều có một lá cờ riêng                 | [ 3 ] |
| 12 | 1978 | Montgomery, Alabama          |         |                                                                                            | [ 3 ] |
| 13 | 1979 | Salem, Massachusetts         |         |                                                                                            | [ 3 ] |
| 14 | 1980 | St. Louis, Missouri          |         |                                                                                            | [ 3 ] |
| 15 | 1981 | Ottawa, Ontario              |         |                                                                                            | [ 3 ] |
| 16 | 1982 | Pittsburgh, Pennsylvania     |         |                                                                                            | [ 3 ] |
| 17 | 1983 | Thành phố New York, New York |         |                                                                                            | [ 3 ] |
| 18 | 1984 | Vancouver, British Columbia  |         |                                                                                            | [ 3 ] |
| 19 | 1985 | Kansas City, Missouri        |         |                                                                                            | [ 3 ] |
| 20 | 1986 | Trenton, New Jersey          |         |                                                                                            | [ 3 ] |
| 21 | 1987 | San Francisco, California    |         |                                                                                            | [ 3 ] |
| 22 | 1988 | Portsmouth, New Hampshire    |         |                                                                                            | [ 3 ] |
| 23 | 1989 | Dallas, Texas                |         |                                                                                            | [ 3 ] |
| 24 | 1990 | Toronto, Ontario             |         |                                                                                            | [ 3 ] |
| 25 | 1991 | Minneapolis, Minnesota       |         |                                                                                            | [ 3 ] |
| 26 | 1992 | San Antonio, Texas           |         |                                                                                            | [ 3 ] |
| 27 | 1993 | Portland, Maine              |         |                                                                                            | [ 3 ] |
| 28 | 1994 | Portland, Oregon             |         |                                                                                            | [ 3 ] |
| 29 | 1995 | Cincinnati, Ohio             |         |                                                                                            | [ 3 ] |
| 30 | 1996 | Sacramento, California       |         |                                                                                            | [ 3 ] |
| 31 | 1997 | Chicago, Illinois            |         |                                                                                            | [ 3 ] |
| 32 | 1998 | Thành phố Québec, Québec     |         |                                                                                            | [ 3 ] |
| 33 | 1999 | Victoria, British Columbia   |         |                                                                                            | [ 3 ] |
| 34 | 2000 | Lansing, Michigan            |         |                                                                                            | [ 3 ] |
| 35 | 2001 | Norfolk, Virginia            |         |                                                                                            | [ 3 ] |
| 36 | 2002 | Denver, Colorado             |         |                                                                                            | [ 3 ] |
| 37 | 2003 | Montréal, Québec             |         |                                                                                            | [ 3 ] |
| 38 | 2004 | Indianapolis, Indiana        |         |                                                                                            | [ 3 ] |
| 39 | 2005 | Nashville, Tennessee         |         |                                                                                            | [ 3 ] |
| 40 | 2006 | Reno, Nevada                 |         |                                                                                            | [ 3 ] |
| 41 | 2007 | Hartford, Connecticut        |         |                                                                                            | [ 3 ] |
| 42 | 2008 | Austin, Texas                |         |                                                                                            | [ 3 ] |
| 43 | 2009 | Charleston, Nam Carolina     |         |                                                                                            | [ 3 ] |
| 44 | 2010 | Los Angeles, California      |         |                                                                                            | [ 3 ] |
| 45 | 2011 | Washington, D.C.             |         |                                                                                            | [ 3 ] |
| 46 | 2012 | Columbus, Ohio               |         |                                                                                            | [ 3 ] |
| 47 | 2013 | Thành phố Salt Lake, Utah    |         |                                                                                            | [ 3 ] |
| 48 | 2014 | New Orleans, Louisiana       |         |                                                                                            | [ 3 ] |
| 49 | 2015 | Ottawa, Ontario              |         |                                                                                            | [ 3 ] |
| 50 | 2016 | San José, California         |         |                                                                                            | [ 3 ] |
| 51 | 2017 | Boston, Massachusetts        |         |                                                                                            | [ 3 ] |
| 52 | 2018 | Thành phố Québec, Québec     |         |                                                                                            | [ 3 ] |
| 53 | 2019 | San Antonio, Texas           |         |                                                                                            | [ 3 ] |
| 54 | 2020 | Zoom                         |         | Hội nghị tổ chức qua ứng dụng Zoom vì đại dịch COVID-19                                    | [ 3 ] |
| 55 | 2021 | Zoom                         |         | Hội nghị tổ chức qua ứng dụng Zoom vì đại dịch COVID-19                                    | [ 3 ] |
| 56 | 2022 | St. Augustine, Florida       |         | Hội nghị kết hợp tổ chức qua Zoom và trực tiếp                                             | [ 3 ] |
| 57 | 2023 | Philadelphia, Pennsylvania   |         |                                                                                            | [ 3 ] |